# Abdulhadi Alajmi
Abdulhadi Alajmi, né le 2 mai 1995, est un coureur cycliste koweïtien.

## Palmarès et résultats

### Palmarès par année
- 2015
  - 3e du championnat du Koweït du contre-la-montre
- 2016
  -  Champion du Koweït sur route
  - 2e du championnat du Koweït du contre-la-montre
- 2017
  -  Médaillé de bronze du championnat arabe des clubs

### Classements mondiaux
| Année         | 2015 | 2016 |
| ------------- | ---- | ---- |
| UCI Asia Tour | 190e | 173e |